# Džebel Batan al-Hawa

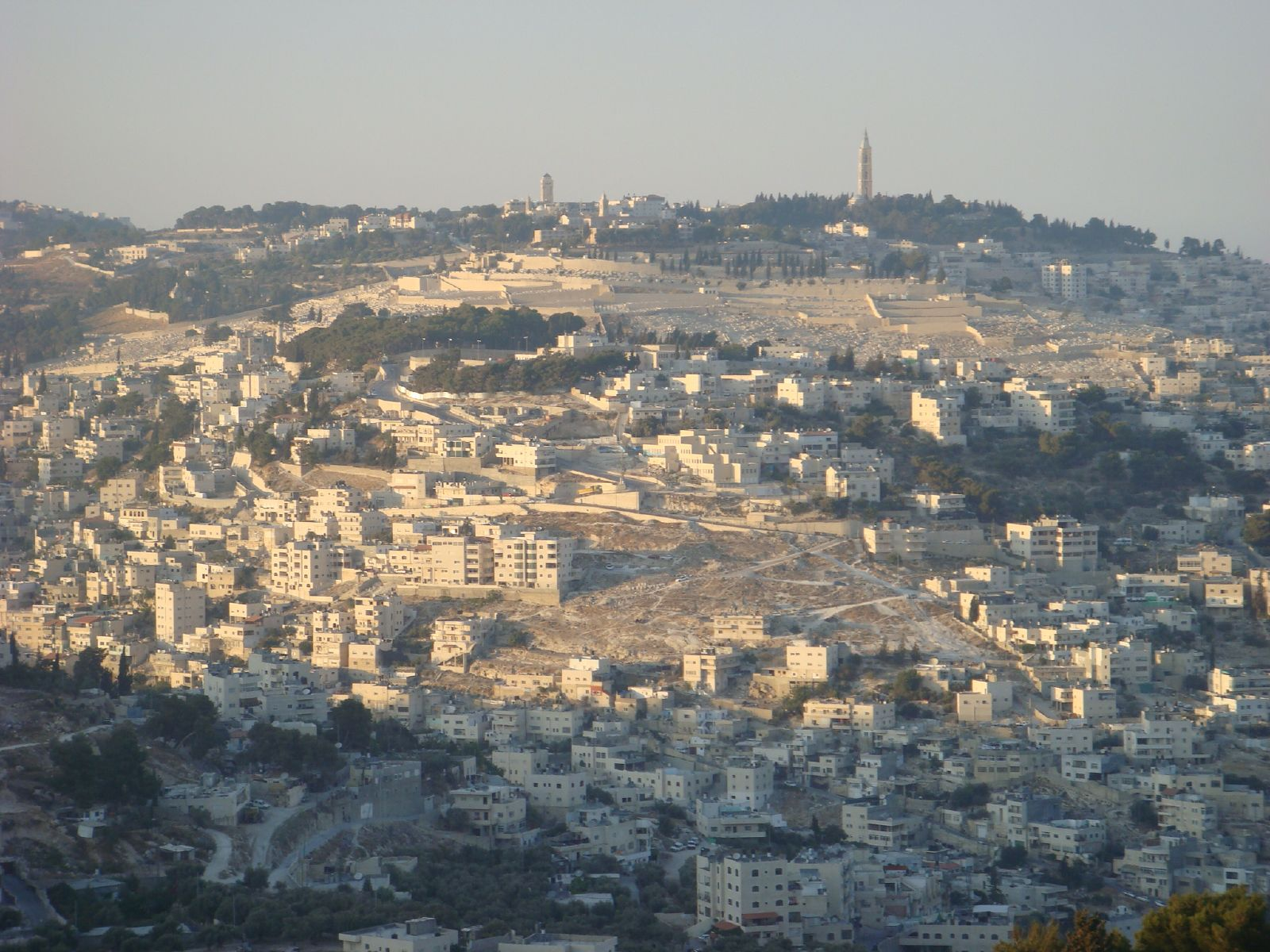
Zástavba v Džebel Batan al-Hawa, v pozadí Olivová hora

Džebel Batan al-Hawa (arabsky جبل بطن الهوى‎ nebo حي بطن الهوى‎ hebrejsky Har ha-Mašchit, הר המשחית‎) je arabská čtvrť v jihovýchodní části Jeruzaléma v Izraeli, ležící ve Východním Jeruzalému, tedy v části města, která byla okupována Izraelem v roce 1967 a začleněna do hranic města.

## Geografie
Leží v nadmořské výšce okolo 700 m (maximální výška 747 m), přibližně 1,5 km jihojihovýchodně od Starého Města. Na severu s ní sousedí arabské čtvrti Rás al-Ámúd a at-Túr, na severozápadě Silvan, na západě etnicky smíšená arabsko-židovská Abu Tor a na jihu arabská as-Sawáhira al-Gharbíja. Zaujímá vrcholové partie i jižní svahy hory Har ha-Mašchit, která je jedním ze tří vrcholů severojižního hřbetu, který z východu lemuje centrální oblast Jeruzaléma. Dalšími dílčími vrcholy tohoto pásu je Olivová hora a hora Skopus. Har ha-Mašchit je zmiňován v bibli (v ČEP jako „Hora zkázy“), rabínské komentáře ji ztotožňují s Olivovou horou. Na východě i západě ji ohraničují prudká údolí patřící do povodí vádí Nachal Kidron, do kterého sem od západu ještě ústí boční vádí Nachal Acal. Východně od čtvrtě pocházejí městské hranice Jeruzaléma, které přibližně sleduje také Izraelská bezpečnostní bariéra. Ta odděluje další arabskou zástavbu východně odtud s rozptýlenými vesnicemi jako Savahira al-Šarkija. Džebel Batan al-Hawa leží nedaleko zelené linie, která do roku 1967 rozdělovala Jeruzalém.

## Dějiny
Původně šlo o malé ryze vesnické sídlo. Na konci první arabsko-izraelské války byla v rámci dohod o příměří z roku 1949 začleněna do území okupovaného Jordánskem. V roce 1967 byla okupována Izraelem a stala se městskou částí Jeruzaléma. Zástavba má rozptýlený vesnický charakter a spolu s okolními čtvrtěmi vytváří na živelně rostlém půdorysu souvislou aglomeraci.

## Demografie
Plocha této městské části dosahuje 568 dunamů (0,568 km²). V roce 2000 tu žilo 11 922 a v roce 2002 12 984 obyvatel.